# Till the World Ends
Till the World Ends (ang. Aż po świata kres) – drugi singel amerykańskiej piosenkarki Britney Spears promujący jej siódmy studyjny album, którego premiera przewidziana jest na marzec 2011 roku. Za produkcję singla odpowiada szwedzki producent Max Martin oraz Dr. Luke. Utwór napisali Alexander Kronlund, Kesha Sebert, Lukasz Gottwald i Max Martin. Utwór zdobył nagrodę za Najlepszy teledysk na VMA 2011

## Tło
W wywiadzie do magazynu Spin 11 lutego, 2011, Kesha zdradziła, że napisała piosenkę z Dr. Luke i Max Martin zatytułowaną "Till the World Ends" na album Britney Spears pt. Femme Fatale.

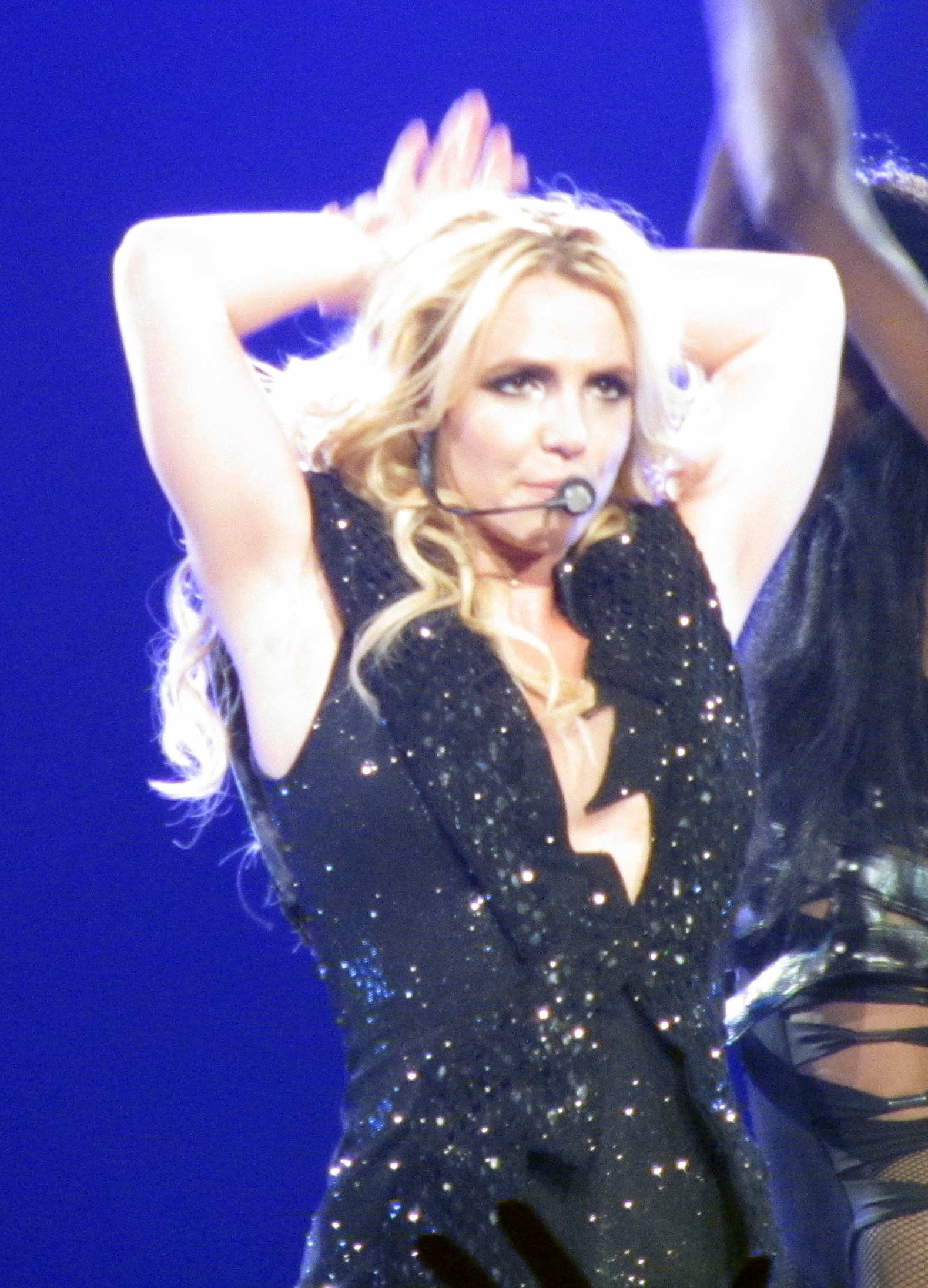
Britney Spears wykonująca „Till The World Ends” na trasie Femme Fatale Tour w 2011 roku w Kijowie.

## Track lista
- Digital download

1. "Till the World Ends" – 3:58

## Listy przebojów
| Stany Zjednoczone        | U.S. Billboard Hot 100                   | 3  | 2.200.000+ | 2x Platyna |
| Stany Zjednoczone        | U.S. Billboard Hot Dance Club Songs      | 1  |            |            |
| Stany Zjednoczone        | U.S. Billboard US Pop Songs              | 4  |            |            |
| Kanada                   | Canadian Hot 100                         | 4  | 140,000+   | 2x Platyna |
| Francja                  | France (SNEP)                            | 8  | 300,000+   | Platyna    |
| Wielka Brytania          | UK Singles Chart                         | 21 | 200,000+   | Srebro     |
| Australia                | Australian ARIA Singles Chart            | 8  | 120,000+   | 2X Platyna |
| Nowa Zelandia            | New Zealand Singles Chart                | 10 | 50,000+    | 2X Platyna |
| Belgia                   | Top 50 Singles                           | 6  | 70,000+    | Platyna    |
| Dania                    | Danish Singles Chart                     | 7  | 60,000+    | Platyna    |
| Finlandia                | Finland Singles Top 20                   | 6  | 20,000+    | Złoto      |
| Irlandia                 | Irish Singles Chart                      | 7  | 20,000+    | Złoto      |
| Hiszpania                | Top 40 Singles                           | 11 | 30,000+    | Złoto      |
| Norwegia                 | Norwegian Singles Chart                  | 2  | 20,000     | Platyna    |
| Polska                   | Polish (ZPAV)                            | 1  |            |            |
| Szwajcaria               | Swiss Singles Chart                      | 7  | 15,000+    | Złoto      |
| Korea Południowa         | South Korea (GAON) (International Chart) | 1  | 300,000+   | 3x Platyna |
| Szwecja                  | Swedish Singles Chart                    | 4  | 50,000+    | 2X Platyna |
| Notowania Międzynarodowe |                                          |    |            |            |
| Europa                   | Eurochart Hot 100 Singles                | 4  | 1.200.600+ | Platyna    |
| Świat                    | United World Chart                       | 6  | 4.150.000+ | 4x Platyna |

### United World Chart
| Pozycja (Sprzedaż tygodniowa) | 35 (90,000)  | 15 (147,000) | 29 (100,000) | 25 (102,000) | 18 (118,000) | 10 (164,000) | 10 (178,000) | 10 (193,000) | 6 (267,000)  | 11 (209,000) |
| Sprzedaż całkowita            | 90,000+      | 237,000+     | 337,000+     | 439,000+     | 557,000+     | 721,000+     | 899,000+     | 1,092,000+   | 1,359,000+   | 1,568,000+   |
| Tydzień                       | 11           | 12           | 13           | 14           | 15           | 16           | 17           | 18           | 19           | 20           |
| Pozycja (Sprzedaż tygodniowa) | 13 (195,000) | 10 (189,000) | 12 (185,000) | 11 (182,000) | 12 (154,000) | 11 (140,000) | 17 (134,000) | 20 (110,000) | 23 (102,000) | 27 (91,000)  |
| Sprzedaż całkowita            | 1,763,000+   | 1,952,000+   | 2,137,000+   | 2,319,000+   | 2,473,000+   | 2,613,000+   | 2,747,000+   | 2,857,000+   | 2,959,000+   | 3,050,000+   |
| Tydzień                       | 21           | 22           | 23           | 24           |              |              |              |              |              |              |
| Pozycja (Sprzedaż tygodniowa) | 31 (81,000)  | 40 (71,000)  | 37 (65,000)  | 39 (58,000)  |              |              |              |              |              |              |
| Sprzedaż całkowita            | 3,131,000+   | 3,202,000+   | 3,267,000+   | 3,325,000+   |              |              |              |              |              |              |